# Boykott
Ein Boykott ist ein organisiertes wirtschaftliches, soziales oder politisches Zwangs- oder Druckmittel, durch das eine Person, eine Personenvereinigung, ein Unternehmen oder ein Staat vom regelmäßigen Geschäftsverkehr ausgeschlossen wird.
Streik und Embargo sind weitere Druckmittel, die zum Boykott weitgehend wesensgleich sind.
Der Boykott steht allgemein für eine Verrufserklärung oder Ächtung durch Ausdruck einer kollektiven Verweigerungshaltung. Der wirtschaftliche Boykott dient insbesondere der Ausschaltung von Konkurrenz; der soziale Boykott als Druckmittel von Interessensgruppen (etwa im Arbeitskampf). Der politische Boykott ist überwiegend ein staatliches Sanktionsmittel gegenüber anderen Staaten. Nach Gene Sharp bilden Boykotte eine Untergruppe innerhalb der 198 Aktionsformen der Gewaltfreien Aktion.

## Etymologie
Das Wort Boykott geht auf Charles Cunningham Boycott zurück, einen in Irland lebenden englischen Grundstücksverwalter. Während des Land Wars nach 1870 rief der irische Nationalistenführer Charles Stewart Parnell seine Landsleute zum gewaltlosen Widerstand auf. Infolge der 1880 von Parnell und der Irischen Landliga organisierten Aktion fand Boycott keine Pächter mehr, er wurde „boykottiert“ und bedroht, seine Diener dazu gezwungen, ihn zu verlassen, seine Zäune eingerissen, seine Briefe abgefangen und seine Lieferungen behindert. Dieser erste erfolgreiche Boykott gab allen anderen den Namen.

## Geschichte
Einige Beispiele historischer Boykottaktionen in chronologischer Reihenfolge:
- Im deutschen Mittelalter die so genannte „Verhansung“, das heißt der Ausschluss einer Stadt aus der Hanse.
- Der Quäker Benjamin Lay aus Pennsylvania, USA boykottierte jegliche Waren, die durch Sklavenarbeit entstanden waren, und mied Gastgeber, die Sklaven hielten. 1758 konnte er nach einem Vierteljahrhundert beharrlicher Agitation und individueller Boykott-Praxis einen Meilenstein im Kampf gegen die Sklaverei setzen: Die Quäker Philadelphias ächteten die Sklavenhaltung.[4]
- Der US-amerikanische Boykott britischer Waren während der amerikanischen Revolution.
- Der indische Boykott von Waren, die teilweise unter dem Handelsmonopol der Briten standen, organisiert von Gandhi („Kampagne der Nichtkooperation“ 1920–1922).
- Die Anti-Defamation League organisierte 1927 in den USA einen erfolgreichen Boykott gegen die Ford Motor Company,[5] weil deren Besitzer Henry Ford die Wochenzeitung The Dearborn Independent finanzierte und über Ford-Vertragshändler landesweit in hoher Auflage vertrieb. Das Blatt hatte ab 1920 regelmäßig antisemitische Hetzartikel verbreitet, die als Broschüre Der internationale Jude ihren Weg nach Deutschland fanden. Am Boykott beteiligten sich jüdische, liberale christliche und konfessionslose Verbraucher sowie Ladeninhaber, die sich weigerten, Waren aus Ford-Lieferwagen entgegenzunehmen. Angesichts massiver Umsatzeinbußen leistete der Firmenpatriarch 1929 Abbitte und entschuldigte sich öffentlich.[6]
- Der von den Nationalsozialisten 1933 initiierte Boykott jüdischer Geschäfte in Deutschland, genannt Judenboykott.
- Der gesetzlich vorgeschriebene Boykott von Fremdwörtern im faschistischen Italien (1939), der zum Aufruf „Italiani, boicottate le parole straniere“ (deutsch: Italiener, boykottiert die Fremdwörter!) führte – unter Verwendung des aus dem Englischen stammenden Fremdworts boicottare.[7]
- Der arabische Boykott Israels und von Unternehmen, die mit Israel handeln, von 1948 bis Ende der 1990er Jahre.
- Die während der US-Bürgerrechtsbewegung durch Afroamerikaner durchgeführten Bus-Boykotte.
- Das US-amerikanische Embargo von Kuba – siehe Beziehungen zwischen Kuba und den Vereinigten Staaten.
- Der S-Bahn-Boykott 1961 war eine Protestmaßnahme West-Berlins gegen den Bau der Mauer.
- Die Boykott-Aktionen gegen Nahverkehrs- Betriebe in vielen deutschen Städten, die sich von 1966 bis 1971 im Zuge der Rote-Punkt-Aktionen gegen Fahrpreiserhöhungen richteten.[8][9]
- Die 1975 von der schweizerischen Gewaltfreien Aktion Kaiseraugst entwickelten und ab 1977 in Deutschland aufgegriffenen Stromrechnungsstreiks,[10] d. h. die Verweigerung der Zahlung eines bestimmten Teils der Stromrechnung, als Widerstandsaktion gegen den Bau von Atomkraftwerken durch die Stromerzeuger.[11]
- Der „Früchteboykott“ von Verbrauchern, um auf die Apartheid in Südafrika aufmerksam zu machen. Er war in Europa und insbesondere in Deutschland in den 1980er Jahren populär und wurde von der Evangelischen Frauenarbeit in Deutschland sowie der Anti-Apartheid-Bewegung ausgerufen.[12]
- Der Volkszählungsboykott 1987.
- Weltweit boykottierten 1995 zahlreiche Verbraucher den Ölkonzern Shell, indem sie nicht dort tankten („Konsumentenboykott“ = Käuferstreik). Sie reagierten damit auf die von Shell angekündigte Entsorgung des schwimmenden Öltanks Brent Spar. Nach einer etwa 100-tägigen von Greenpeace initiierten Medienkampagne lenkte Shell ein und begann mit der Entsorgung der Brent Spar an Land.
- Die transnationale Kampagne Boycott, Divestment and Sanctions setzt sich seit 2005 dafür ein, dass Israel die Besetzung der Palästinensergebiete beendet und palästinensische Flüchtlinge ein Rückkehrrecht erhalten.
- Die Strom[anbieter]wechsel-Kampagne Atomausstieg selber machen 2006 bis 2015.[13][14]
- 2011 drohte die EU der Islamischen Republik Iran damit, kein Öl mehr bei ihm zu kaufen („EU-Embargo“); im Januar beschloss die EU Wirtschaftssanktionen. Wenige Tage später drohte Islamische Republil der EU mit einem sofortigen Lieferboykott.[15]
- Im Rahmen einer „Bankenwechselkampagne“ rufen Nichtregierungsorganisationen wie die Deutsche Umwelthilfe, Urgewald oder Attac seit 2010 zur Abkehr von Banken auf, die ihr Geld z. b. in Kohle-, Rüstungs- oder Atomindustrie investieren.[16][17]
- 2019 haben einige Biosupermarktketten (Alnatura, Bio Company, Bio Mare und Denn’s) die Produkte der Spreewälder Hirsemühle aus dem Sortiment genommen, da deren Chef bei der AfD aktiv ist und sich die AfD mit der Leugnung der menschengemachten globalen Erwärmung gegen mehrere wichtige Kriterien für Nachhaltigkeit positioniert hatte.[18]
- 2025 entstanden als Reaktion auf die Politik Donald Trumps in einigen Ländern weltweit, vorwiegend Kanada und in der Europäischen Union, zu einer Bewegung für den Boykott der Vereinigten Staaten.[19][20]

## Boykottformen
Bei einem Handelsboykott verweigert eine oder mehrere Nationen den Handel mit einem geächteten Staat oder dessen Wirtschaftsorganen. 
Konsumentenboykotte sind auf eine langfristige Änderung des Kaufverhaltens seitens der Verbraucher ausgerichtet.
Ein Wahlboykott ist die Weigerung einer Gruppe oder Partei, an einer Wahl teilzunehmen, sie ist eine Form informeller Missbilligung. 
Olympiaboykott bezeichnet die Entscheidung einzelner Länder oder Ländergruppen, nicht an den Olympischen Spielen teilzunehmen.
Das Divestment ist der Abzug von Kapital aus einem Unternehmen oder Staat und ist eine Form des Boykotts, die sich gegen die Finanzierung des Wirtschaftssubjektes richtet.
Arbeitskampfrechtlich werden folgende Boykottformen unterschieden:
- Entzug von Arbeitskräften durch Arbeitnehmer
- Einstellungssperre durch Arbeitgeber
- Absatzsperre
- Kundensperre[22] Während die ersten beiden das Binnenverhältnis zwischen Arbeitnehmern und Arbeitgebern betreffen und sich mit den Arbeitskampfmitteln Streik und Aussperrung überschneiden, beziehen sich die letzten beiden auf das Außenverhältnis und ziehen Dritte mit ein. Die Einstellungsperre kann sich auf bestimmte Personengruppen wie Gewerkschaftsaktivisten richten, die auf sogenannten „Schwarzen Listen“ namentlich festgehalten werden.

## Rechtliche Bedeutung
Das Bundesverfassungsgericht (BVerfG) stellte in seinem Lüth-Urteil fest, dass der Aufruf zu einem Boykott eine zulässige Ausübung der Meinungsfreiheit ist. Dies gilt jedoch im Kartell- und Lauterkeitsrecht nur beschränkt. In Deutschland untersagt es § 21 GWB „Unternehmen und Vereinigungen von Unternehmen“, andere „Unternehmen oder Vereinigungen von Unternehmen in der Absicht, bestimmte Unternehmen unbillig zu beeinträchtigen, zu Liefersperren oder Bezugssperren auffordern“. Alle Akteure (Verrufer, Verrufener und Adressat) müssen hier jedoch Unternehmen sein. Im Lauterkeitsrecht ist der Boykottaufruf von § 4 Nr. 10 UWG erfasst. Ein solcher kann nämlich eine gezielte Behinderung darstellen, wobei im Rahmen einer Interessenabwägung die o. g. Maßstäbe des Lüth-Urteils zu berücksichtigen sind. Nach § 7 AWV sind Boykotterklärungen, also Erklärungen eines Gebietsansässigen im Außenwirtschaftsverkehr (nicht im inländischen Geschäftsverkehr) sich an einem Boykott gegen einen anderen Staat zu beteiligen, verboten. Im Außenhandel ist der Boykott eine Art der höheren Gewalt, weshalb die von einem Boykott betroffenen Exporteure und Importeure ihren Vertrag nicht mehr zu erfüllen brauchen.

## Abgrenzung
Der Begriff Embargo (spanisch „Beschlagnahme“) wird ausschließlich für Staaten benutzt und auf staatlich angeordneten und durchgesetzten Ausschluss vom Geschäftsverkehr angewendet, der Begriff Boykott umfasst dagegen – über staatliche Anordnungen hinaus – freiwillige, privatwirtschaftliche Maßnahmen und betont diese.